# Bartholomäus Alberti von Poja
Bartholomäus Graf Alberti von Poja, avstrijski general, * 15. januar 1777, † 11. april 1836.

## Življenjepis
Med letoma 1814 in 1826 je bil poveljnik 11. ulanskega polka, med letoma 1814 in 1819 poveljnik 1. ulanskega polka.

## Družina
Rodil se je grofu Francu Albertiju von Poju in Eleonore Freiin Piomarta von Langenfeld.
Poročil se je z Mario Theresio Kwietan von Rosenwaldt, s katero sta imela dva sinova: Friedrich Alberti von Poja (1809) in Adolf Alberti von Poja (1811).

## Pregled vojaške kariere
Napredovanja
- generalmajor: 4. avgust 1826 (retroaktivno z dnem 18. marcem 1824)
- podmaršal: 30. marec 1833 (z dnem 7. aprilom 1833)